# Ngựa M'Bayar
Ngựa M'Bayar là một giống ngựa có kích thước nhỏ có nguồn gốc từ vùng Baol nằm ở Sénégal, một quốc gia thuộc khu vực Tây Phi. Đây là giống ngựa có số lượng lớn nhất trong số bốn giống ngựa chủ lực của Sénégal,:37 những giống ngựa còn lại là các giống: Ngựa Fleuve, Ngựa Foutanké và Ngựa M'Par.:23

## Lịch sử
Nguồn gốc của các giống ngựa ở Sénégal không được ghi chép lại.:261 M'Bayar có thể là một giống ngựa tồn tại độc lập có nguồn gốc cổ xưa trong khu vực, hoặc có thể là hậu duệ của ngựa Barb có nguồn gốc từ các quốc gia Maghreb ở phía bắc.:37 Trong thế kỷ XX, giống ngựa này chịu ảnh hưởng của ngựa Barb được nhập khẩu từ Mali, Mauretania và Ma Rốc; dòng máu ngựa Ả Rập và Anglo-Arap thuần chủng tại Trung tâm Recherches Zootechniques của Dahra cũng có ảnh hưởng vào dòng máu ngựa M'Bayar.:37
Năm 1996, Sénégal có số lượng ngựa khoảng 400.000 con, lớn nhất trong số các quốc gia Tây Phi.:36 Đây là mức tăng đáng kể so với con số 216.000 được báo cáo năm 1978,:10 và tăng nhiều hơn số lượng ngựa sau Chiến tranh thế giới thứ hai, vốn con số ước tính chỉ khoảng 30.000.:260 Ngựa M'Bayar là giống ngựa có số lượng lớn nhất trong số bốn giống ngựa của Sénégal.:37
Vào năm 2007, FAO không có dữ liệu để ước tính tình trạng bảo tồn của giống M'Bayar.:101.